# 뮤직웍스
뮤직웍스(The Music Works)는 대한민국의 연예 기획사이다.

## 소속 아티스트

### 가수
- 키세스
- clo

## 이전 소속 아티스트
- 길구봉구 (강길구, 이봉구)
- 이지은
- 백지영
- 김소희
- 마이틴 (은수, 천진, 한슬)
- 신준섭 (마이틴 멤버)
- 마이틴, 비오브유 (송유빈, 김국헌)
- 이태빈 (마이틴 전 멤버)
- 공민지
- 유성은